# Alvaneu
Alvaneu est une localité et une ancienne commune suisse du canton des Grisons, située dans la région d'Albula.

## Histoire

Photo aérienne prise à 2300 m par Walter Mittelholzer (1925).

Le 1er janvier 2015, elle a fusionné avec ses voisines d'Alvaschein, Brienz/Brinzauls, Mon, Stierva, Surava et Tiefencastel au sein de la nouvelle commune d'Albula/Alvra.